# Pereute leucodrosime
Pereute leucodrosime is een vlindersoort uit de familie van de Pieridae (witjes), onderfamilie Pierinae.
Pereute leucodrosime werd in 1850 beschreven door Kollar.